# Де Паредес, Мариана
Мариана де Паредес-Флорес-и-Харамильо (исп. Mariana de Paredes Flores y Jaramillo), в монашестве Мария Анна Иисуса (исп. María Ana de Jesús; 31 октября 1618, Кито, Новая Гранада — 26 мая 1645, Кито, Эквадор) — святая Римско-католической церкви, отшельница, член Секулярного ордена францисканцев (O.F.S.), первая эквадорка, причисленная к лику святых, покровительница Эквадора.

## Биография

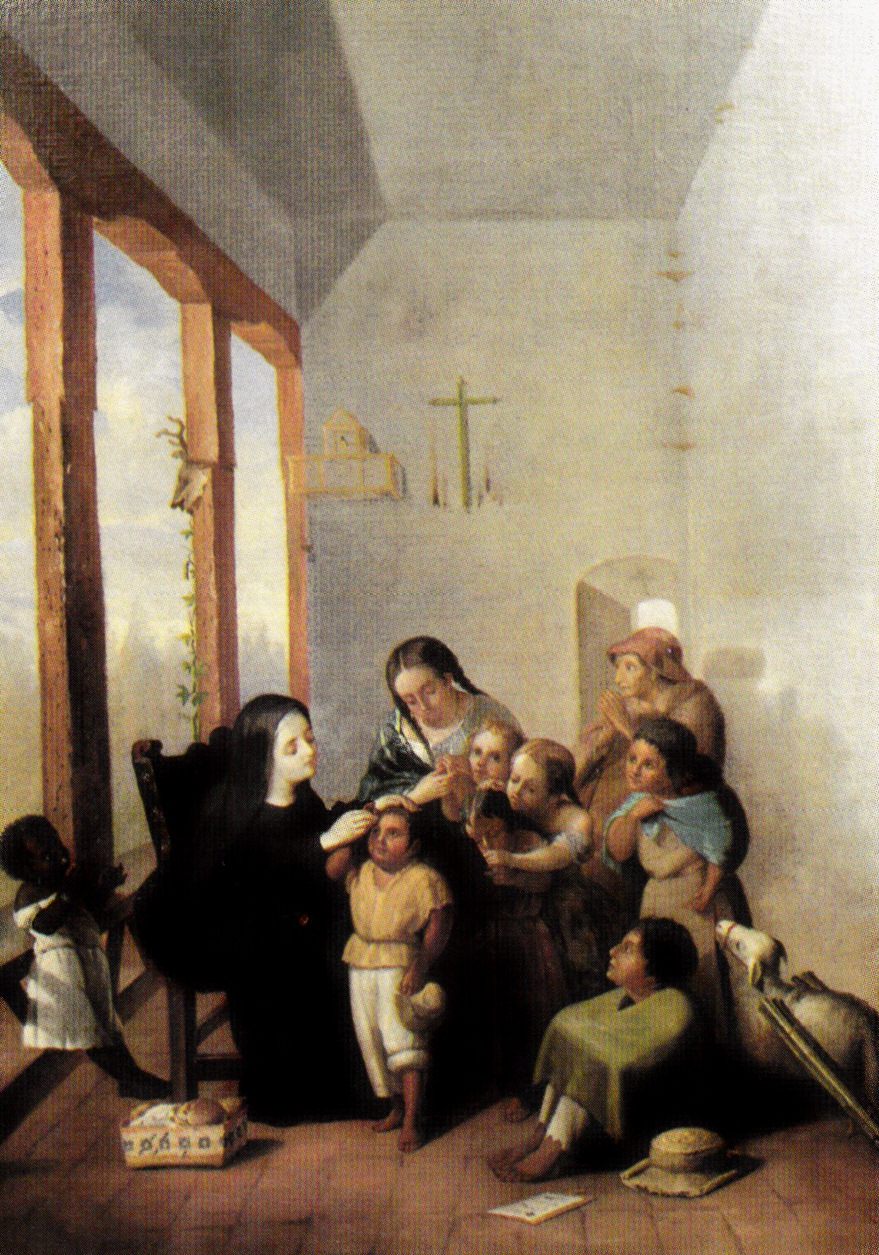
Хоакин Пинто. «Мария Анна Иисуса за катахизацией» (начало XX века).

Мариана де Паредес-и-Флорес родилась в Кито, в вице-королевстве Новая Гранада 31 октября 1618 года в семье аристократов, потомков конкистадоров — капитана дона Херонимо де Паредес-Флорес-и-Граноблес и доньи Марианы де Харамильо. Она была младшей из восьми детей, рано осиротела и воспитывалась старшей сестрой Херонимой и её мужем Козимо де Мирандой.
В возрасте десяти лет принесла личные обеты бедности, целомудрия и послушания. Помогала бедным родного города. Дважды пыталась вступить в монастырь и принять монашеский постриг, но безуспешно. По совету духовника, устроила скит в доме сестры, где жила, соблюдая правила суровой аскезы. Строго постилась, ела кусок сухого хлеба раз в восемь или десять дней. Ежедневно принимала Святое Причастие. Продолжила оказывать помощь бедным людям и занималась катехизацией детей. Одним из духовников подвижницы был иезуит Фердинанд Креста.
Вступила в Третий орден святого Франциска. Приняла монашеский постриг с именем Мария Анна Иисуса. Обладала даром внутренней молитвы, предвидела будущее, видела отдаленные события, как если бы они проходили перед ней, читала тайны сердец, лечила болезни с помощью крёстного знамения или святой воды. Однажды по её молитве Бог воскресил умершего человека. В 1645 после землетрясения и эпидемии в Кито, она публично предложила себя в жертву ради города и вскоре умерла. Сразу после смерти Марии Анны Иисуса 26 мая 1645 года, эпидемия прекратилась. В траурной проповеди, которую произнёс священник Алонсо де Рохас, подчеркивалось её отречение от плоти: «Учитесь у своей соотечественницы, девушки Кито, [предпочитать] святость красоте, добродетели — показной роскоши».

## Почитание
Мария Анна Иисуса была беатифицирована в базилике святого Петра в Риме 10 ноября 1853 года блаженным папой Пием IX. В 1946 году республика Эквадор объявила её национальной героиней. 4 июня 1950 года папа Пий XII канонизировал её.
Литургическая память ей совершается 26 мая.